# 1992 WR1
1992 WR1 är en asteroid i huvudbältet, som upptäcktes den 17 november 1992 av den japanske amatörastronomen Atsushi Sugie i Dynic-observatoriet.
Asteroiden har en diameter på ungefär 3 kilometer.